# Holker
Holker – przysiółek w Anglii, w Kumbrii. Holker jest wspomniana w Domesday Book (1086) jako Holecher.